# إعصار (فلم 1937)
إعصار (بالإنجليزية: The Hurricane) هو فيلم تم إنتاجه في الولايات المتحدة وصدر في سنة 1937. الفيلم من إخراج جون فورد.

## طاقم التمثيل
- دوروثي لامور

## الميزانية والإيرادات
بلغت تكلفة إنتاج الفيلم حوالي مليوني دولار (estimated).

### ترشيحات وجوائز
| السنة | الحدث          | الفئة          | النتيجة |
| ----- | -------------- | -------------- | ------- |
|       | جائزة الأوسكار | أفضل خلط أصوات | فوز     |

## وصلات خارجية
- مقالات تستعمل روابط فنية بلا صلة مع ويكي بيانات